# إيرني باركر
إيرني باركر (بالإنجليزية: Ernie Parker)‏ كان لاعب كرة مضرب أسترالي بدأ مسيرته كمحترف سنة 1903 وكان يلعب باليد اليمنى، اعتزل اللعب في 1918. كما أنه أحد أبطال الجراند سلام.

## النهائيات

### الفردي (الألقاب 1, الوصافة 1)
| الحصيلة | السنة | البطولة                       | المنافس في النهائي | النتيجة في النهائي |
| ------- | ----- | ----------------------------- | ------------------ | ------------------ |
| الوصافة | 1909  | بطولة أستراليا المفتوحة للتنس | توني ويلدينغ       | 1–6, 5–7, 2–6      |
| الفوز   | 1913  | بطولة أستراليا المفتوحة للتنس | هاري باركر         | 2–6, 6–1, 6–2, 6–3 |

## روابط خارجية
- إيرني باركر على موقع إي آس بي آن كريك إنفو (الإنجليزية)
- إيرني باركر على موقع رابطة محترفي التنس (الإنجليزية)
- إيرني باركر على موقع خلاصة التنس.كوم (الإنجليزية)